# المناظرة الوطنية الكبرى
تعتبر مسابقة Ultime National Debate أرقى مسابقة مناظرة جامعية في المغرب [ المرجع. ضروري ]</link> .
يضم هذا الحدث أكثر من 20 مؤسسة تعليمية، بما في ذلك مدارس وجامعات، في جميع أنحاء المملكة كل عام. بدأت هذه المسابقة كمسابقة محلية على مستوى المؤسسة قبل أربع سنوات، ومنذ ذلك الحين تطورت إلى أن أصبحت مسابقة وطنية. تنظم هذه المسابقة من نادي "Pêle-mêle culturel"  بالمدرسة الوطنية للتجارة والتصرف بالقنيطرة  بابن طفيل الجامعة (أول جامعة في المغرب حسب زمن التعليم العالي  ) وهي تعتمد على أسلوب مناظرة المدارس العالمية  لوضع الفرق الجامعية في المنافسة بروح ودية بقدر ما هي تنافسية.
يستند مفهوم UDN على تشجيع الحوار وتبادل الأفكار والحجج بين المشاركين، مما ينعكس إيجاباً على تحسين مهاراتهم اللغوية والتحليلية، بالإضافة إلى تطوير قدراتهم في التفكير النقدي. ويسعى الخليط الثقافي من خلال هذه المبادرة إلى إحياء وإدامة شعلة النقاش بين الطلاب. يستمر هذا الحدث في النمو عاماً بعد عام، ويجذب المزيد من المدارس والمشاركين.

## تاريخ
يجد الحوار الوطني النهائي (UDN) جذوره في النسيج الثقافي والفكري الغني لجامعة ابن طفيل، وبشكل خاص داخل المدرسة الوطنية للتجارة والتصرف بالقنيطرة. يبدأ تاريخ UDN مع ولادة "Pêle-mêle culturel"، وهو أحد الأندية الأولى التي تم إنشاؤها داخل البيئة اللامنهجية للجامعة. في الأصل، يهدف هذا النادي إلى تلبية احتياجات الطلاب للتعبير في المجالات الثقافية والسياسية، من خلال تنظيم مناقشات مفتوحة وودية حول مواضيع مختلفة. وسرعان ما تطور هذا الشغف الفكري والثقافي إلى طموح أكبر : إنشاء الأحداث المتعلقة بشعار النادي.
وهكذا، بدأت PMC في تنظيم مسابقات المعرفة العامة، ومسابقات المناظرة والبلاغة، ووسعت تدريجياً نفوذها داخل البيئة اللامنهجية. بفضل الأساس الفكري الجاد والنهج التجاري، أصبح النادي مرجعًا محترمًا في تنظيم الأحداث. وفي الواقع، تعززت سمعته إلى حد منح النادي امتياز تنظيم المناظرات الرئاسية داخل مدرسته.
بدأ مسار النادي بشكل متواضع، من خلال مسابقات المناظرة على مستوى المدرسة، والتي وضعت الطلاب في مواجهة بعضهم البعض. لكن طموحها المتزايد أدى إلى إنشاء المناظرة الوطنية النهائية عام 2018، خلال نسختها الأولى التي افتتحها الشخصية البارزة أسامة الأخضر. لقد أصبح UDN يوما للمنافسة الشديدة، مثل الأحداث الوطنية في المغرب. ومع ذلك، منذ نسخته الرابعة، شعر الفريق المنظم بالحاجة إلى تقديم تجربة أكثر راحة للمشاركين وزيادة اهتمام المتفرجين. وهكذا، نما UDN وتطور إلى تنسيق لمدة يومين.
وقد أتاح هذا الشكل الجديد تقديم التدريب وورش العمل والمؤتمرات التي تهدف إلى تحفيز الطلاب وتقريبهم من قيادتهم المستقبلية. يجمع اليومان من UDN الآن فصلًا دراسيًا طلابيًا ملتزمًا ومثقفًا، مما يوفر منصة للتعلم وتبادل الأفكار والتنمية الشخصية. أصبحت UDN أكثر من مجرد مسابقة للنقاش ; فهو يجسد الالتزام بالنمو الفكري والقيادة للشباب المغربي، وبالتالي تشكيل قادة ومفكري المستقبل في البلاد.

## المذكرات و المراجع
1. ↑  "PMC". ade-encgk.com. مؤرشف من الأصل في 2023-07-08. اطلع عليه بتاريخ 2023-11-13..
2. ↑  "ENCG - Ecole Nationale de Commerce et de Gestion Kénitra". uit.ac.ma via أرشيف الإنترنت (بالإنجليزية). Archived from the original on 2022-01-07. Retrieved 2023-11-13.{{استشهاد ويب}}:  صيانة الاستشهاد: BOT: original URL status unknown (link).
3. ↑  "Study in Morocco - THE World University Rankings". Times Higher Education (THE) (بالإنجليزية). 16 Feb 2017. Archived from the original on 2023-07-10. Retrieved 2023-11-13..
4. ↑  https://en.wikipedia.org/wiki/World_Schools_Style_debate نسخة محفوظة 2024-07-15 على موقع واي باك مشين.
5. ↑  "Communiqué de presse" (بالفرنسية). Archived from the original on 2023-07-10. Retrieved 2024-03-11.